# Gornji Črnci
Gornji Črnci je majhna vas v Občini Cankova v regiji Prekmurje na severovzhodu Slovenije. Leži v ravninski pokrajini ob potoku Črnec, pritoku reke Ledave, in je znana po svoji dolgi zgodovini, ki sega v 14. stoletje. Vas je bila nekoč del ogrske uprave in nosila madžarska imena, kot sta Felső-Csernecz in Királyszék. Leta 1712 je bila omenjena v kraljevi listini, kar priča o njenem pomenu kot cerkvene in kraljevske posesti. 

## Etimologija
Ime Felső-Csernecz pomeni »Gornji Črnci« (felső = zgornji, Csernecz = Črnci) in se v starejših virih pogosto pojavlja tudi v zloženi obliki Felsőcsernecz. Ime Királyszék dobesedno pomeni »kraljevski sedež« (király = kralj, szék = sedež) in nakazuje na morebiten upravni ali cerkveni pomen kraja v preteklosti.

## Zgodovinski razvoj
Zgodovinski zapisi o Gornjih Črncih so redki, kar je morda povezano z majhnim številom prebivalcev v zgodnjih obdobjih. Prva znana omemba sega v leto 1366 pod imenom "Korlatfalua" (Konradova vas). Knjiga Ivana Zelka Historična topografija Slovenije 1 (Pomurska založba, 1982) omenja prvo omembo leta 1399 z imenom "Villa seu possesio Korlatfalua iuxta ruulum Chernech sita," sledila pa je omemba leta 1499 kot "Chernecz." Razlika v letnicah kaže na raznolikost zgodovinskih virov, pri čemer specializirani viri, kot je Zelkova knjiga, morda ponujajo natančnejše podatke.
V 18. in 19. stoletju se vas v madžarskih uradnih virih pojavlja pod imeni Felső-Csernecz in Királyszék. Poimenovanje Királyszék (dobesedno "kraljevski sedež") kaže na poseben status kraja, saj je bil neposredno podrejen kraljevi upravi, brez posredovanja lokalnega plemstva, kar je bilo v Prekmurju izjemno redko. 
Najpomembnejši dokument je kraljeva listina z dne 12. maja 1712, izdana na dunajskem dvoru cesarja Karla III., ki je bil hkrati ogrski kralj. Z njo je bil Velardi de Mera József, kaplan kraljice Amálie, imenovan za opata pri Királyszéku. Listina, shranjena v Madžarskem državnem arhivu (Libri Regii, uradna zbirka kraljevih listin), omenja tudi posestne in pravne pravice, vezane na kraj, ter Vencela Polonusa, verjetno predhodnega ali povezanega nosilca naslova királyszéki opata. Ta dokument poudarja cerkveno in gospodarsko vlogo vasi v začetku 18. stoletja.
V 19. stoletju je vas cerkveno pripadala župniji Vas-Hidegkút (danes Cankova), s katero je bila tudi upravno in versko povezana. V uradnem madžarskem krajevnem imeniku iz leta 1892 (A Magyar Korona országainak helységnévtára) je Gornji Črnci naveden kot vas s približno 120 prebivalci, pod dvojnim imenom Felső-Csernecz alias Királyszék.

## Topografija in zgodovinski zemljevidi
- Ober in Unter Csernec - Habsburgermonarchie (1869-1887)

- Felsö-Csernecs - Europa v 19. stoletju

## Kulturna dediščina
Podelitev opatskega naslova, vezanega neposredno na vas, kaže na njeno pomembno cerkveno in gospodarsko vlogo v začetku 18. stoletja. Takšna ureditev je bila v Prekmurju izjemno redka, kar daje Gornjim Črncem posebno zgodovinsko vrednost. 
Poleg tega je pomembna kulturna znamenitost kapelica, posvečena Svetemu srcu Jezusovemu, ki jo je leta 1922 zgradil Mihael Jauk kot zahvalo za srečno vrnitev iz ruskega ujetništva po prvi svetovni vojni. Kapelica, ki meri 3 x 2 metra, vsebuje kip Svetega srca Jezusovega in je vsako leto na Veliko soboto prizorišče blagoslova velikonočnih jedi za lokalne vernike. Vzdržujejo jo Jaukovi nasledniki, kar poudarja lokalno skrb za kulturno dediščino. Podatki o kapelici so navedeni v knjigi Antona Fakina Kapele in križi v župniji Cankova (1999).

## Geografija
Kraj se nahaja na nadmorski višini 232 metrov. Obkrožen je z obdelovalnimi površinami. Podnebje je celinsko s povprečno letno temperaturo okoli 10 °C. Najtoplejši mesec je julij (22 °C), najhladnejši januar (-4 °C). Letna količina padavin je približno 1207 mm. September je najbolj namočen mesec, december najmanj.

## Demografija
Leta 1892 je imela vas približno 120 prebivalcev, leta 2002 jih je bilo 162, leta 2020 pa 135. Spodnja tabela prikazuje demografske spremembe:
| Leto | Prebivalci |
| ---- | ---------- |
| 1892 | ~120       |
| 2002 | 162        |
| 2020 | 135        |